# Maladera furcillata
Maladera furcillata är en skalbaggsart som beskrevs av Brenske 1897. Maladera furcillata ingår i släktet Maladera och familjen Melolonthidae. Inga underarter finns listade i Catalogue of Life.